# Solenocarpus
Solenocarpus  es un género de plantas con dos especies,  perteneciente a la familia de las anacardiáceas.

## Taxonomía
El género fue descrito por Wight et Arn. y publicado en Prodromus Florae Peninsulae Indiae Orientalis 71. 1834. La especie tipo es: Solenocarpus indica

## Especies
| - Solenocarpus indica - Solenocarpus philippinensis |